# Nieżywięć (wieś w województwie pomorskim)
Nieżywięć (kaszub. Nieżëwiãc, niem. Niesewanz) – wieś w Polsce położona w województwie pomorskim, w powiecie człuchowskim, w gminie Człuchów.
W latach 1975–1998 miejscowość położona była w województwie słupskim.
Wieś stanowi sołectwo gminy Człuchów.
Wieś, od 1772 r. w granicach Prus, w l. 1920–1939 znajdowała się w odległości zaledwie 1 km od granicy z Polską. W 1945 r. została ponownie wcielona do Polski.

## Historia
Wieś posiada metrykę sięgającą XIV wieku, w roku 1373 mistrz Winrych Kniprode nadał dziedzicznie Mikołajowi z Nieżywiec (Clava von Netzewantz) i Mikołajowi Trebenitz 50 włok ziemi do równego podziału w zamian za wykonywanie powinności  lennych. W wieku XVII Nieżywięć  przeszedł na własność jezuitów w Chojnicach, początkowo w części, ostatecznie w całości, aż do 10 lutego 1773, kiedy to dobra jezuickie zostały skonfiskowane przez rząd pruski. Słownik geograficzny Królestwa Polskiego z roku 1886 wymienia wieś jako leżącą przy granicy powiatu chojnickiego, nad szosą z Chojnic do Człuchowa. Według spisu z roku 1868 było tu 3758  mórg obszaru, 141 budynków w tym  67 domów mieszkalnych, zamieszkałych przez 501 mieszkańców (370 katolików, 131 ewangelików). 